# Pimelea forrestiana
Pimelea forrestiana är en tibastväxtart som beskrevs av Ferdinand von Mueller. Pimelea forrestiana ingår i släktet Pimelea och familjen tibastväxter. Inga underarter finns listade i Catalogue of Life.